# 8728 Mimatsu
A 8728 Mimatsu (ideiglenes jelöléssel 1996 VF9) a Naprendszer kisbolygóövében található aszteroida. Endate Kin és Vatanabe Kazuró fedezte fel 1996. november 7-én.